# Baojun RS-5

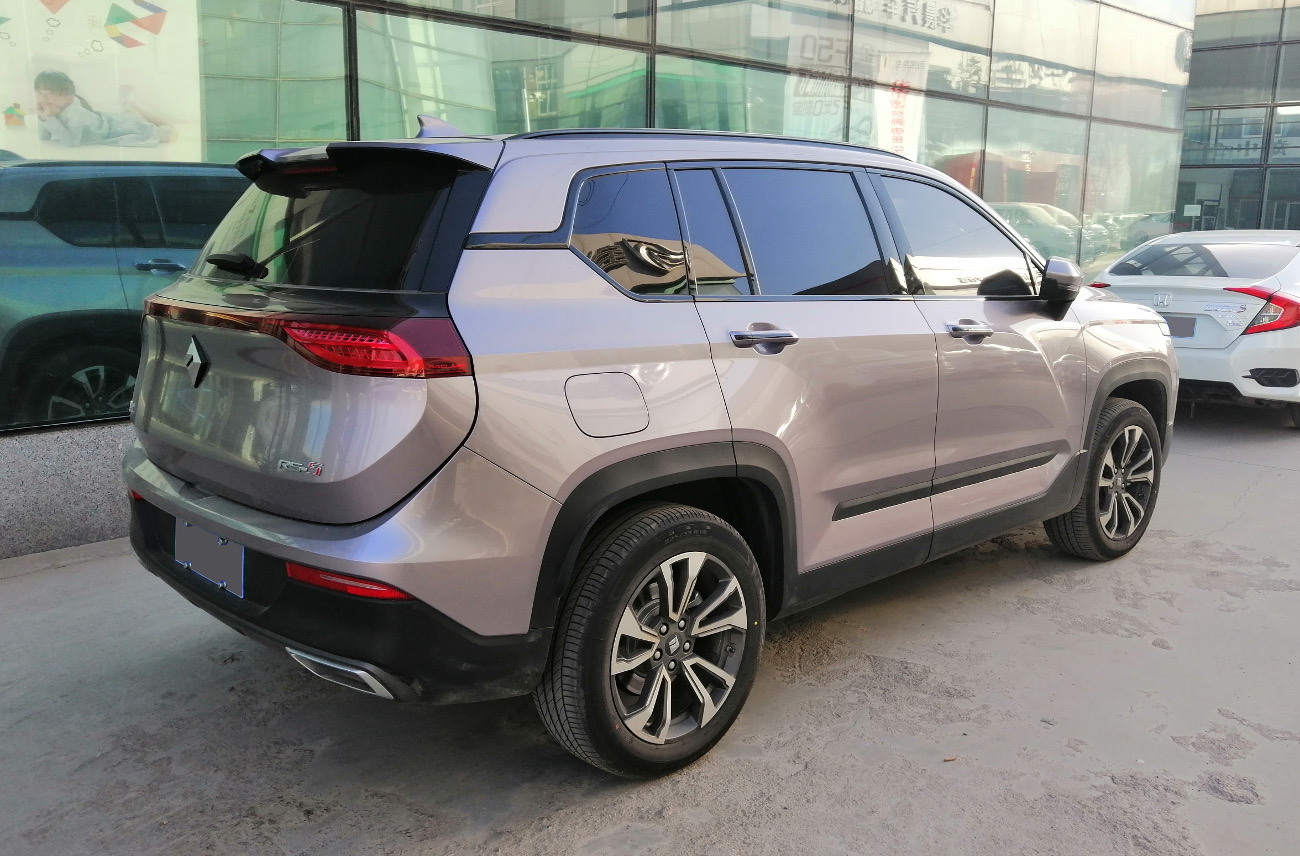
Heckansicht

Der Baojun RS-5 ist ein zwischen 2019 und 2021 hergestelltes Sport Utility Vehicle der zum chinesischen Automobilhersteller SAIC GM Wuling gehörenden Marke Baojun.

## Geschichte
Vorgestellt wurde das Fahrzeug im November 2018 auf der Guangzhou Auto Show. Im Februar 2019 kam es in China in den Handel. Der Fünfsitzer ist über dem Baojun 530 positioniert und ist das erste Modell der Marke mit einer alphanumerischen Bezeichnung. Technisch baut der RS-5 auf einer neuen Plattform (R-Plattform) auf. Es ist außerdem das erste Fahrzeug der Marke, das ein neues Logo aufweist. Dieses bleibt den höher positionierten Modellen der Marke vorbehalten.
Als Konkurrenten des SUV gelten unter anderem der MG HS und der Wey VV6.

## Technische Daten
Angetrieben wird der Baojun RS-5 von einem mittels Turbolader aufgeladenen 1,45-Liter-Ottomotor mit einer maximalen Leistung von 111 kW (151 PS). Serienmäßig hat das Fahrzeug ein 6-Gang-Schaltgetriebe, gegen Aufpreis war ein 8-Stufen-Automatikgetriebe erhältlich. Allradantrieb war für das Sport Utility Vehicle nicht verfügbar, es war nur mit Vorderradantrieb erhältlich. Mit der Umstellung des Antriebs auf die Abgasnorm China VI leistet der Motor ab Juli 2019 nur noch 108 kW (147 PS). Im Juni 2020 ergänzte ein aufgeladener 1,5-Liter-Ottomotor mit einer maximalen Leistung von 130 kW (177 PS) die Modellpalette.
Eine Plug-in-Hybrid-Version wurde im Juni 2021 präsentiert, kam aber nicht mehr in den Handel.
|                                            | 1.5T                         | 1.5T                         | 300T                       |
| ------------------------------------------ | ---------------------------- | ---------------------------- | -------------------------- |
| Bauzeitraum                                | 07/2019–08/2021              | 02/2019–06/2020              | 06/2020–08/2021            |
| Motorkenndaten                             |                              |                              |                            |
| Motorart                                   | Ottomotor                    | Ottomotor                    | Ottomotor                  |
| Motorbauart                                | Reihen-Vierzylindermotor     | Reihen-Vierzylindermotor     | Reihen-Vierzylindermotor   |
| Motoraufladung                             | Turbolader                   | Turbolader                   | Turbolader                 |
| Hubraum                                    | 1451 cm³                     | 1451 cm³                     | 1498 cm³                   |
| max. Leistung bei min−1                    | 108 kW (147 PS) / 5200       | 111 kW (151 PS) / 5200       | 130 kW (177 PS) / 5300     |
| max. Drehmoment bei min−1                  | 250 Nm / 2200–3400           | 255 Nm / 1600–3600           | 290 Nm / 1500–3500         |
| Kraftübertragung                           |                              |                              |                            |
| Antrieb, serienmäßig                       | Vorderradantrieb             | Vorderradantrieb             | Vorderradantrieb           |
| Getriebe, serienmäßig                      | 6-Gang-Schaltgetriebe        | 6-Gang-Schaltgetriebe        | 8-Stufen-Automatikgetriebe |
| Getriebe, optional                         | [8-Stufen-Automatikgetriebe] | [8-Stufen-Automatikgetriebe] | —                          |
| Messwerte                                  |                              |                              |                            |
| Höchstgeschwindigkeit                      | 170 km/h                     | k. A.                        | 170 km/h                   |
| Beschleunigung, 0–100 km/h                 | k. A.                        | k. A. [11,5 s]               | k. A.                      |
| Kraftstoffverbrauch auf 100 km, kombiniert | k. A.                        | k. A. [8,0 l Super]          | k. A.                      |
| Tankinhalt                                 | 60 l                         | 62 l                         | 60 l                       |
| Abgasnorm                                  | China VI                     | China V                      | China VI                   |

- Werte in eckigen Klammern gelten für Modelle mit optionalem Getriebe.